# East Meets West
East Meets West, cu subtitlul „A Romanian/American Rock-n-Roll Compilation”, este o compilație cu muzică rock lansată în anul 1992. Discul conține atât piese românești, cât și piese americane, și a apărut în contextul deschiderii culturale din România din perioada de după Revoluția din decembrie 1989. Materialul fost editat pe suporturi compact disc și casetă audio de către casa de producție White Records din Chicago, Statele Unite ale Americii. Producătorul executiv al compilației este David Pistrui, liderul formației americane de rock industrial și post-punk Terminal White, în timp ce Andrei Partoș a avut rolul de producător coordonator.

## Piese
1. Phoenix – Tamara (5:07)
2. Terminal White – Garden (4:12)
3. Cargo – Povestiri dintr-o gară (5:33)
4. BTHOM – Word After Word (4:15)
5. Holograf – Mafia (4:12)
6. Moors – No Choice (3:50)
7. Compact – Unde ești? (3:20)
8. Almost True – Waiting to Leave (4:11)
9. Krypton – Fiara a murit (5:40)
10. Sully J. Michaels – Hollow Body Bone (4:02)
11. Iris – Tu, doar tu (4:12)
12. Operation D.O.P.E. – Chi Where Its at (3:59)
13. Octave – Slow Down (4:51)
14. Triple D – Me & Mrs. Jones (5:38)
15. Valeriu Sterian – Nopți (6:20)